# Rhodocactus grandifolius
Rhodocactus grandifolius (Haw.) è una pianta succulenta della famiglia delle Cactacee, originaria del Brasile.
È una pianta utilizzata sia per scopi medici che ornamentali e come la maggior parte delle specie della sottofamiglia Pereskioideae, produce sostanze organiche tramite fotosintesi CAM dal fusto, mentre, al contrario le foglie presentano un metabolismo C3.

## Descrizione

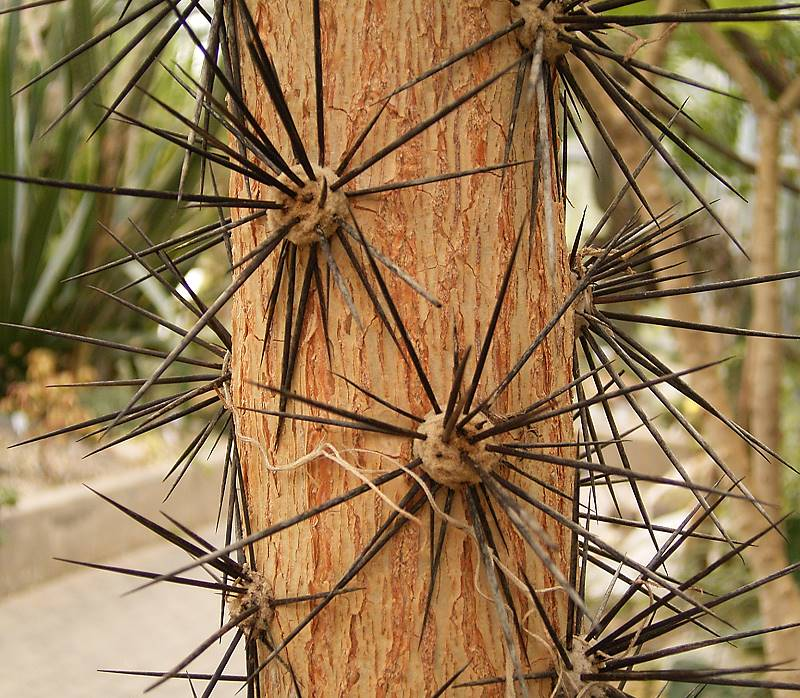
Particolari di areole e spine sul tronco.

La pianta può assumere la forma di un arbusto o di un piccolo albero e può raggiungere i cinque metri di altezza. Il fusto si presenta di colore grigio-marrone e raggiunge in età adulta i venti centimetri di diametro. Le areole sono arrotondate e a forma di piccolo cuscino di colore grigiastro o scuro e raggiungono i sette millimetri sui rami della pianta, mentre sul tronco sono più grandi, arrivando a circa 12 millimetri. Le spine vanno dal nero al marrone, e il numero per areola aumenta gradualmente con l'età; i nuovi ramoscelli presentano areole prive di spine, mentre le areole del tronco principale possono ospitare sino a novanta spine, molto lunghe (fino a sei centimetri) e appariscenti. Le foglie raggiungono le dimensioni di circa venti centimetri di lunghezza ed hanno una forma ellittica.
L'infiorescenza è piuttosto densa e si sviluppa alle estremità dei gambi, di solito con dieci, quindici fiori, ma talvolta i fiori possono essere trenta e più. I fiori sono molto vistosi e tendenti al rosa ed hanno un diametro di circa quattro centimetri.